# جاسينث

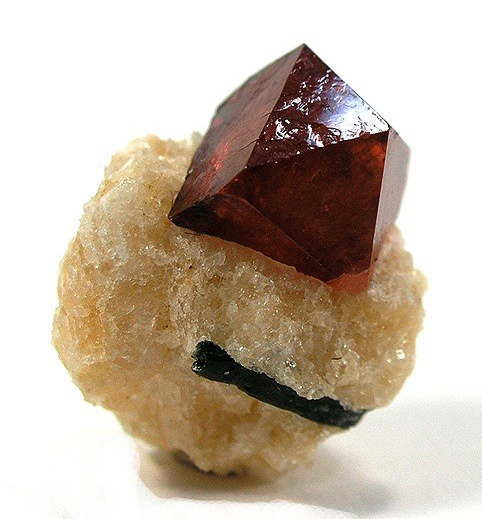
حجر جاسينث (ياقوت أكهب) من باكستان

الجاسينث  هو اسم يطلق على نوع من أنواع حجر الزرقون المتميز بلون يتفاوت بين الأحمر البرتقالي والأحمر البني، والمستخدم ضمن الأحجار الكريمة.
يعرف هذا الحجر في اللغة الإنجليزية أيضاً باسم hyacinth، ويطلق عليه في اللغة العربية أيضاً باسم الياقوت الأكهب.